# Лопатка (мыс)
Мыс Лопа́тка — крайняя южная точка полуострова Камчатка.
На мысе находится погранзастава и метеостанция, ранее основанные поселения заброшены. Рельеф — низменный, тундровый. В течение года преобладают сильные ветра и большое количество осадков, солнечные дни редки.
Юго-западнее через Первый Курильский пролив шириной в 11 км расположен самый северный остров Курильской гряды Шумшу.
Вместе со всей южной оконечностью Камчатки и её мористым прибрежьем входит в состав государственного природного заказника федерального значения «Южно-Камчатский». Прибрежное мелководье мыса покрыто обширными полями бурых водорослей — естественным местообитанием калана. В пиковые дни миграции через Лопатку пролетает до 110 тысяч особей сухопутных птиц.